# Charles Franklin Reaugh
Charles Franklin Reaugh (Jacksonville, 29 dicembre 1860 – Dallas, 6 maggio 1945) è stato un artista, fotografo e insegnante statunitense, noto come il decano dei pittori del Texas (Dean of Texas Painters).
Ha realizzato numerosi disegni e dipinti ispirati alle Grandi Pianure e al Sud-ovest degli Stati Uniti.